# Rochdale
Rochdale este oraș și un Burg Metropolitan în cadrul Comitatului Metropolitan Greater Manchester în regiunea North West England. Pe lângă orașul propriu zis Rochdale, mai conține și orașele Middleton, Heywood, Littleborough, Castleton, Milnrow și Wardle.